# 松平直興
松平 直興（まつだいら なおおき）は、出雲母里藩の第8代藩主。直政系越前松平家母里藩分家8代。

## 経歴
寛政12年（1800年）9月25日、第7代藩主・松平直方の長男として生まれる。文化14年（1817年）3月25日、父の隠居により家督を継ぐ。財政難を再建するため、黒川羽左衛門を登用して新田開発、灌漑用水の改良を行なった。
しかし実際は文学肌の藩主で、田川鳳朗に俳句を学び、小林一茶の「おらが春」にも彼の俳句が残されている。また、俳句で使った号は10を越えるものである。その他、狩野派の絵画、嵯峨様の書道、道具名器の蒐集にも傾倒した。
天保14年（1843年）9月13日、病気を理由に家督を娘婿で養子の直温に譲って隠居する。嘉永7年（1854年）閏7月24日に死去した。享年55。
母里藩中興の名君といわれている。